# Skorpió csillagkép
A Skorpió (latin: Scorpius) egy csillagkép, egyike a 12 állatövi csillagképnek.

## Története, mitológia

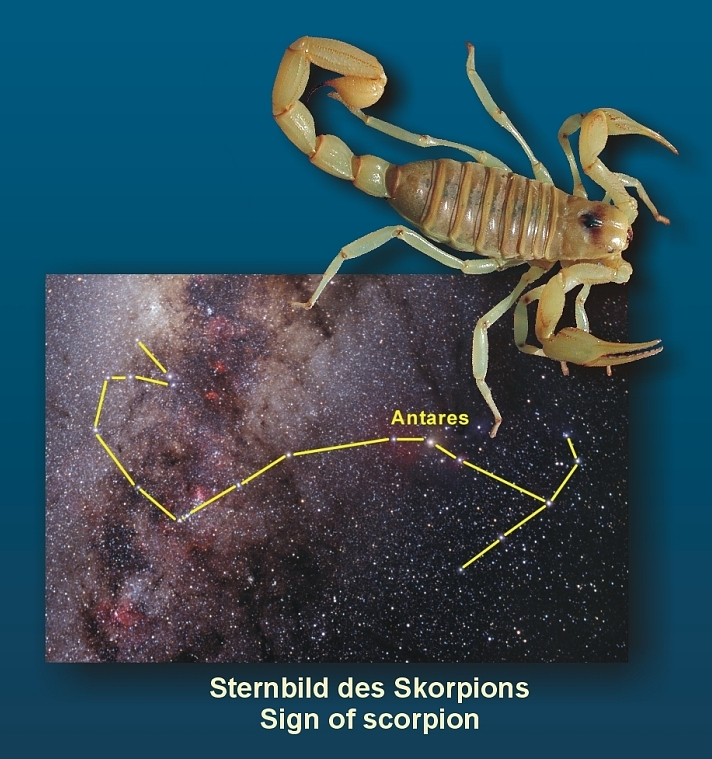

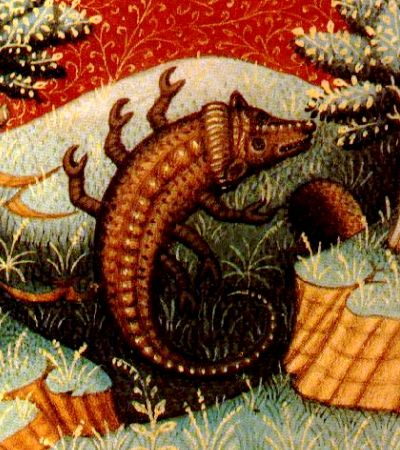
A Skorpió csillagkép ábrázolása a 15. században

Mitológiai története összekapcsolódik az Orionnal. A történet szerint ez a skorpió ölte meg Oriont, a vadászt. Az égen is üldözi őt, de itt már sosem érheti el: csak akkor kerül a látóhatár fölé keleten, miután Orion már lenyugodott nyugaton. A gyakorlatban ez azt jelenti, hogy míg az Orion főleg télen látható, a Skorpió jellegzetes nyári csillagkép.
Egy monda szerint Artemisz, a vadászat istennője küldte a skorpiót Orion után azért, hogy ölje meg őt. Egy másik változat szerint a Földanya ölette meg a skorpióval a fennhéjázó Oriont, aki kijelentette, hogy minden vadállatot meg tud ölni.
A halászó tengeri népek egy olyan horgot láttak a Skorpióban, amivel egy egész szigetet ki lehet fogni.
A csillagkép ősi neve, a Scorpio,  már csak az asztrológiában használatos.

## Láthatósága, megkeresése
A Skorpió csillagkép a déli égbolton helyezkedik el. Déli irányban szélesedő, 37,5° magasságú csillagkép: északi határvonalának deklinációja -8°-nál kisebb, így legdélebbi széle még elméletileg sem látható hazánkból.
A Nap látszólagos égi útja során november végén éri el az állatövi csillagkép északi, legkeskenyebb részének nyugati határát, de az átlagos egy hónap helyett mindössze hat nap alatt áthalad rajta. A csillagkép januártól októberig kereshető fel az éjszakai égbolton. Május-júniusban éjfél előtt delel. Legfényesebb csillaga, az Antares ekkor 16°-os magasságban kulminál. Nyílt déli horizont és kiváló átlátszó légkör esetén esély van a skorpió fullánkja, az 1,6m fényességű λ Scorpii megpillantására is 4 fokos horizont feletti magasságban, valamint kis távcsővel vagy binokulárral a csillagkép fényesebb nyílt- és gömbhalmazainak észlelésére. A csillagkép még megkereshető októberben is, kevéssel napnyugta után a délnyugati ég alján.
A Skorpió a fényes, vörös színű Antaresszel és jellegzetes, fényes csillagláncával a nyári Tejút déli részétől jobbra magára vonja a figyelmet.
A Mars legközelebb 2012. október 6-17. között halad át a csillagkép északi részén 1 magnitúdós fénypontként. A Szaturnusz 2015. január közepétől május közepéig, majd október közepétől november végéig a Skorpióban lesz látható.

## Látnivalók
Legjobban júliusban látható, éppen déli irányban. Ekkor már a horizont közelében láthatóvá válik a fullánkja is. Korábban a Skorpió jellegzetes fejénél tovább folytatódott a csillagkép a Skorpió ollójában. Ez az olló azonban később új, önálló csillagképpé vált: a Mérleggé. A Mérleg a Skorpiótól nyugatra látható.

### Csillagok

#### Kettőscsillagok és többtagú rendszerek
- α Scorpii - Antares: a Napnál 300-szor nagyobb vörös szuperóriás, a Skorpió legfényesebb csillaga. Neve arra utal, hogy fényében és színében a Mars riválisa (a római isten görög neve Ares, Arész). Több éves időszak alatt kevéssé változik, 0,9 - 1,1m között. Egy 75 mm-es távcsővel már észlelhető a kékeszöld színű, hatodrendű kísérője, de a megfigyeléshez nagyon nyugodt légkörre van szükség.
- β1,2 Scorpii - Graffias (rák): egy harmad- és egy ötödrendű, kis távcsővel is észlelhető kettőscsillag.
- ζ1,2 Scorpii: 5m-s kékesfehér hiperóriás (Zeta¹ Scorpii) és egy negyedrendű, narancssárga színű óriás alkotja ezt a kettőst.
- μ1,2 Scorpii: kékesfehér, harmad- és negyedrendű csillagok, puszta szemmel is megfigyelhetőek. A μ1 fogyatkozási kettős 0m,3 fényváltozási amplitúdóval.
- ν Scorpii - Jabbah: tág kettősnek, egy negyed- és egy hatodrendű csillagpárnak tűnik, de már egy 75 mm-es apertúrájú távcsővel is látszik, hogy a halványabb csillag önmaga is kettős.
- ξ Scorpii: kis nyílású távcsőben kettősnek látszik, de a 4m-s és kísérője, a 7m-s narancs színű csillag valójában egy négy komponensből álló csillagraj. A távcső látómezejében észrevehető a Struve 1999 jelű tág kettős -  heted- és nyolcadrendűek -, amely gravitációs kötésben van a csillagrajjal.
- ω1,2 Scorpii: egy kékesfehér és egy sárga óriás alkotta látszólagos kettős, mindkét komponens negyedrendű, és szabad szemmel is látható.

#### Egyéb fényes csillagok
- δ Scorpii - Dschubba,
- θ Scorpii - Sargas,
- λ Scorpii - Shaula,
- π Scorpii - Iclil,
- σ Scorpii - Alniyat,

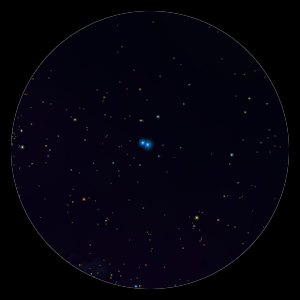
A μ Scorpii kettős

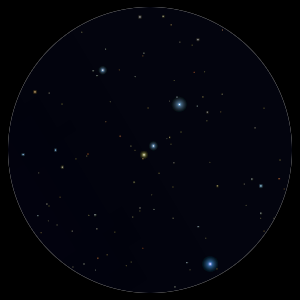
Az ω Scorpii látszólagos kettős

- τ Scorpii - szintén Alniyat a neve,
- υ Scorpii - Lesath.

### Mélyég objektumok
A Skorpió déli része a tejútrendszer középpontjának közvetlen közelében található, azaz itt a legfényesebb a Tejút sávja.
- M4 gömbhalmaz
- M6 nyílthalmaz
- M7 nyílthalmaz
- M80 gömbhalmaz
- NGC 6231 nyílthalmaz

### Podcasting
Szabad ég alatt MP3 lejátszóval hallgatható a Skorpió podcast kalauza.

## Fordítás
- Ez a szócikk részben vagy egészben  a    Scorpius című angol Wikipédia-szócikk fordításán alapul.  Az eredeti cikk szerkesztőit annak laptörténete sorolja fel. Ez a jelzés csupán a megfogalmazás eredetét és a szerzői jogokat jelzi, nem szolgál a cikkben szereplő információk forrásmegjelöléseként.